# Takamatsu

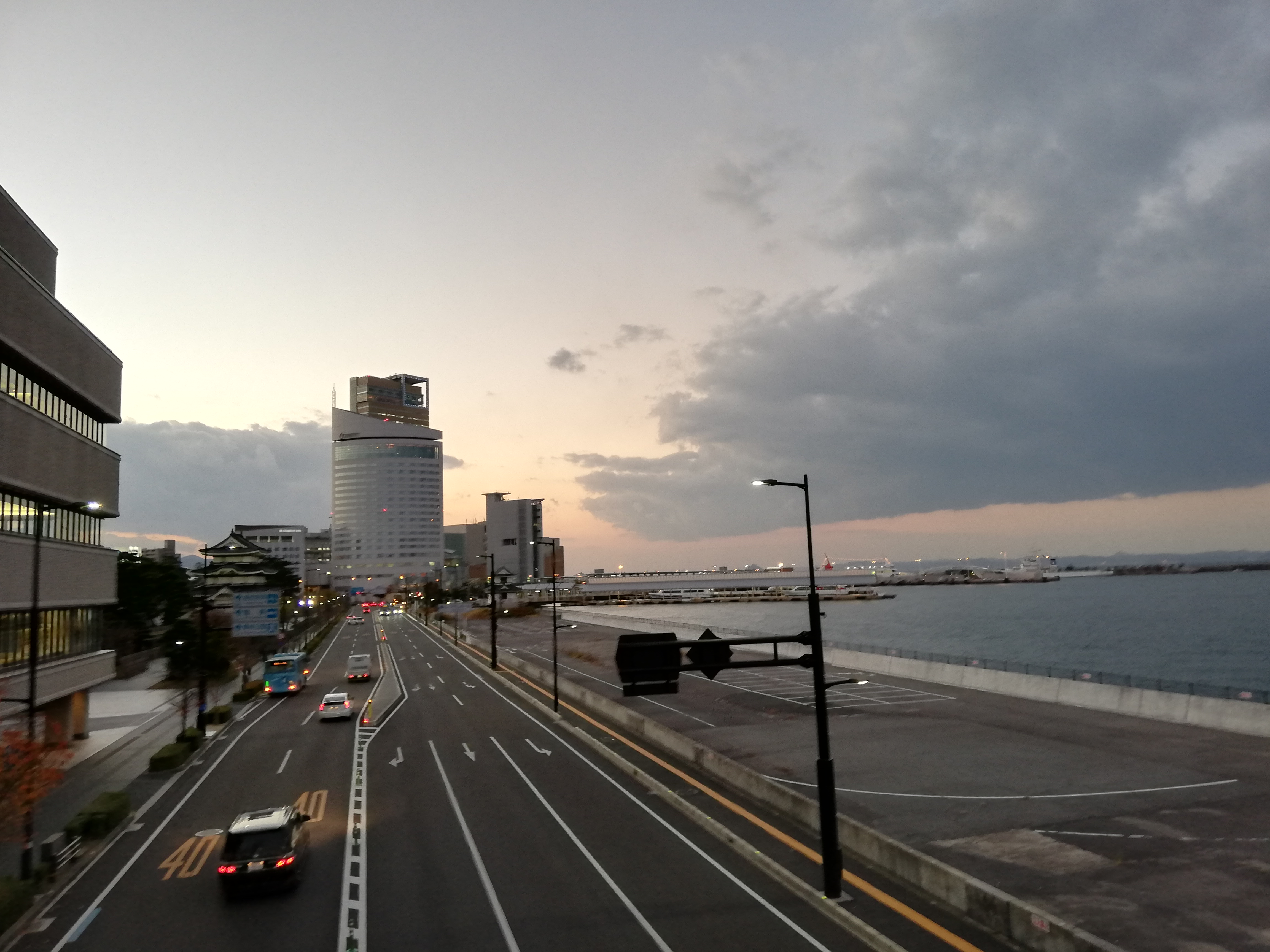

La ciudad de Takamatsu (高松市 Takamatsu-shi?) es una ciudad situada en la prefectura de Kagawa, en Japón. Tiene una población estimada, en marzo de 2022, de 414 885 habitantes.
Es la capital de la prefectura.
Takamatsu es famosa por el parque de Ritsurin, un parque del período Edo, considerado como una de las tres grandes obras maestras de la jardinería japonesa.